# Thales Hawkei
Il Thales Hawkei è un protected mobility vehicle – light (PMV-L) – una tipologia di veicolo trasporto truppe – 4×4 prodotto dalla Thales Australia con il supporto di Boeing Australia, Plasan e PAC Group. L'Hawkei è stato ordinato in 1.100 esemplari nell'ottobre 2015 dal Governo dell'Australia, ed è entrato in operatività (IOC) con l'Australian Army nel dicembre 2019.

## Versioni
Le versioni proposte da Thales (2017):
- Troop Carrier – Trasporto truppe
- Command & Control – Comando e controllo
- Liason – Collegamento
- Surveillance – Sorveglianza
- Reconnaissance – Ricognizione
- Electronic warfare – Guerra elettronica

## Utilizzatori
Australia – Australian Army
1.100 veicoli ordinati nell'ottobre 2015